# Détroit d'Ombai
Le détroit d'Ombai est le détroit qui sépare les îles Alor de l'île de Timor. Il occupe la mer de Savu jusqu'au 125e méridien est, ensuite la mer de Banda. Au-delà 
de l'île d'Atauro, plus à l'est, commence le détroit de Wetar.